# Skogsbergia solox
Skogsbergia solox is een mosselkreeftjessoort uit de familie van de Cypridinidae. De wetenschappelijke naam van de soort is voor het eerst geldig gepubliceerd in 1998 door Kornicker in Kornicker & Thomassin.